# Dominique Chapuis
Dominique Chapuis, né le 16 janvier 1948 à Paris et mort le 4 novembre 2001 à Paris, est un directeur de la photographie, réalisateur et écrivain français.

## Biographie
Ancien élève de l'Institut des hautes études cinématographiques (IDHEC), Dominique Chapuis filme les manifestations de mai 68, puis devient l'assistant de William Lubtchansky.
Devenu chef-opérateur, il travaille notamment avec Jean-Luc Godard, Jean Eustache, Jacques Fansten, Brigitte Rouän, Claude Miller, Mehdi Charef, Euzhan Palcy, Joao Cesar Monteiro, Tonie Marshall, Martine Dugowson, Jean-Patrick Lebel, Zabou Breitman, Arthur Joffé, Yves Boisset, Serge Moati, Jean-Louis Benoît, Peter Kassovitz, Denys Granier-Deferre.
Il noua une relation privilégiée avec Claude Lanzmann, de Tsahal à Sobibor. Pour Shoah, il mit au point une caméra cachée dans une mallette qui permit de filmer les ex-officiers nazis des camps d'extermination.
Il a collaboré à de nombreux scénarios et publié un roman, Indochine, camp 107 (dont le personnage principal s’inspire du cinéaste soviétique Roman Karmen).
Avec Patrick Barbéris, il consacra à Roman Karmen en 2001, un documentaire, Roman Karmen, un cinéaste au service de la révolution (2001, produit par Arte) et un livre, Roman Karmen, une légende rouge (Paris: Seuil, 2002).

## Filmographie

### Directeur de la photographie

#### Longs métrages
- 1975 : La Fille du garde-barrière de Jérôme Savary (co-dir photo Robert Alazraki)
- 1979 : La Rosière de Pessac de Jean Eustache
- 1981 : Rue Cases-Nègres d'Euzhan Palcy (Lion d'argent au Festival de Venise 1983, César 1er Film, 1984)
- 1981 : Ils appellent ça un accident de Nathalie Delon
- 1982 : Countryman de Dickie Jobson
- 1982 : Contes clandestins de Dominique Crèvecœur
- 1982 : Bob Marley : The Film de Gary Weiss
- 1983 : Le Thé au harem d'Archimède de Mehdi Charef (Prix Jean Vigo 1984, César du 1er film 1985)
- 1984 : L'Effrontée de Claude Miller (Prix Louis Delluc 1984)
- 1984 : My Sister's Keeper de David Saperstein
- 1985 : Shoah de Claude Lanzmann (César 1985)
- 1985 : États d'âme de Jacques Fansten
- 1986 : Something Special de Paul Schneider (en)
- 1986 : L'État de grâce de Jacques Rouffio
- 1986 : Sweet Lies de Nathalie Delon
- 1987 : Les Keufs de Josiane Balasko, (co-dir. photo William Lubtchanski)
- 1987 : L'Enfance de l'art de Francis Girod
- 1987 : Où que tu sois d'Alain Bergala
- 1988 : La Petite Voleuse de Claude Miller
- 1988 : La Petite Amie  de Luc Béraud
- 1989 : Une saison blanche et sèche d'Euzhan Palcy
- 1989 : Comédie d'amour de Jean-Pierre Rawson
- 1990 : Outremer de Brigitte Roüan (Prix de la semaine de la critique au Festival de Cannes 1990)
- 1990 : La Voix humaine de Peter Medak
- 1990 : Gaspard et Robinson de Tony Gatlif
- 1991 : Veraz de Xavier Castano
- 1991 : Ma vie est un enfer de Josiane Balasko
- 1992 : Le Dernier Plongeon de João César Monteiro
- 1993 : Friends d'Elaine Proctor (Sélection officielle festival de Cannes 1993, Mention spéciale Caméra d’or)
- 1993 : Pas très catholique de Tonie Marshall
- 1994 : Mina Tannenbaum de Martine Dugowson
- 1994 : Tsahal de Claude Lanzmann
- 1994 : Pax d'Eduardo Guedes
- 1996 : Enfants de salaud de Tonie Marshall
- 1997 : Un vivant qui passe de Claude Lanzmann
- 1998 : La Mère Christain de Myriam Boyer
- 1998 : La Mort du Chinois de Jean-Louis Benoît
- 1998 : Les Kidnappeurs de Graham Guit
- 1998 : Le Gône du Châaba de Christophe Ruggia
- 1999 : Calino Maneige de Jean-Patrick Lebel
- 1999 : Les Gens qui s'aiment de Jean-Charles Tacchella
- 1999 : L'Envol de Steve Suissa
- 2001 : Se souvenir des belles choses de Zabou Breitman (Prix Lumière au festival du film de Sarlat 2002, César du meilleur premier film 2003)
- 2001 : Les Fantômes de Louba de Martine Dugowson
- 2001 : Sobibor, 14 octobre 1943, 16 heures de Claude Lanzmann

#### Télévision
- 1976 : Six Fois Deux de Jean-Luc Godard
- 1978 : France Tour Détour de Jean-Luc Godard
- 1980 : Naissance de l'image d'une nation de Jean-Luc Godard
- 1984 : Le Cœur musicien de Frédéric Rossif
- 1985 : Nasdine Hodja au pays du business  de Jean-Patrick Lebel
- 1985 : Cité de la Muette de Jean-Patrick Lebel
- 1988 : Notes pour Debussy - Lettre ouverte à Jean-Luc Godard de Jean-Patrick Lebel
- 1989 : Zorro de Ron Slatoff
- 1990 : Masque de Lune de Michel Legrand
- 1991 : Runaway Bay de Gerry Mills
- 1992 : Question de lumière : Henri Alekan rencontre Robert Doisneau de Frank Saunier
- 1993 : La Porte du ciel de  Denys Granier-Deferre
- 1994 : La Belle de Fontenay de Paule Zajdermann
- 1995 : Croche dedans de Gilles Capel
- 1996 : La Leçon particulière d'Yves Boisset
- 1996 : Sonia de Peter Kassovitz
- 1996 : Le Pantalon  d'Yves Boisset
- 1997 : Parfum de famille de Serge Moati
- 1998 : Les Complices de Serge Moati
- 1998 : Les Fourberies de Scapin de Jean-Louis Benoît
- 1999 : Sam d'Yves Boisset

### Réalisation
- 1980 :  Panne des sens, la dernière enquête de Philip Marlowe (coréalisateur : Maurice Ronai)
- 2001 : Roman Karmen un cinéaste au service de la révolution (coréalisateur : Patrick Barbéris)